# 永康垃圾焚化廠
永康垃圾焚化廠為一座位在臺灣臺南市永康區的垃圾焚化廠，目前，臺南市政府環保局擁有該垃圾焚化廠之產權，並委託達和環保服務股份有限公司進行廠區的營運與維護。

## 沿革
行政院所推動的「臺灣地區垃圾資源回收興建工程計畫」原計畫要在縣市合併前的臺南縣溪南、溪北及新竹縣等三地興建垃圾焚化廠，然而因當地居民抗爭而作罷。後於1994年7月5日，經建會召開會議研商將上述三座垃圾焚化廠之計畫以及經費自十二項建設的項目中刪除。然而依舊無法解決臺南縣工商發展迅速，而造成垃圾量逐年增加的問題，加上臺南縣境內多處垃圾掩埋場或堆置場已接近飽和或完全飽和，如垃圾焚化廠之計畫無法盡快展開，將導致垃圾無法妥善處理而產生嚴重的環境公害。
因此臺南縣政府於1994年11月24日向行政院環保署發函表示將以公有民營方式設置永康垃圾焚化廠，經環保署決議後核准辦理。並於1996年2月7日將預定廠址所屬私有土地的用地取得買賣契約書遞交至環保署，同年11月20日，環保署同意永康垃圾焚化廠廠址之土地購置經費案仍照「垃圾處理方案」的規定，由中央政府、省級與地方三級政府機構對等分擔的方式辦理興建計劃。
永康垃圾焚化廠興建目的在於解決臺南縣曾文溪以南的14個鄉鎮市之垃圾處理問題。而最早在1992年起，臺南縣政府即陸續在縣境內多處勘查興建垃圾焚化廠的適宜地點，以提供環保署列入規劃設置之參考，最終選定三個廠址，分別是新化廠址、關廟廠址與永康廠址。新化廠址位在新化鎮頂山腳段，是臺南縣政府最首要的地點，但後來縣政府放棄該廠址，因此1992年10月27日，又將預定廠址改設於關廟鄉深坑段。同年12月29日，環保署發函暫停關廟垃圾焚化廠之相關規劃工作，1993年1月28日，縣政府再次放棄原預定在關廟的垃圾焚化廠廠址，環保署得知後，將廠址自興建計畫中刪除。2月27日，臺南縣政府再將原訂定設置在七股鄉的第二垃圾焚化廠計畫終止，3月20日正式取消。為了儘速解決建廠廠址問題，縣政府於8月30日選定永康市王田段及新化鎮唪口段兩座預定地，後環保處開始辦理用地會勘，認為永康市的預定地原則適當，因此最終選定永康市為預定興建廠址。
臺南縣政府於1992年5月20日展開垃圾焚化廠興建案的顧問公司遴選，經議價後由中鼎工程股份有限公司得標，其中這項遴選還包含臺南縣第二垃圾焚化廠以及屏東縣崁頂垃圾焚化廠的評估規劃案，因此中鼎工程共承攬三座垃圾焚化廠之規畫評估案，總合約經費為新臺幣4億5,000萬元。評估作業自6月30日起展開。1993年6月9日，縣政府再向中鼎工程追加新化廠址的環境影響評估作業，並追加經費45萬4,862元。
永康垃圾焚化廠之主體統包工程，在1997年8月15日開始對外進行第一次招標，隔年2月26日歷經審標後決議廢標，4月24日，重新展開招標，然而此次投標的廠商中，經審查結果僅一家廠商合格，因此8月18日再次對外0公告，最終在11月10日，由德國廠商L.&C. 斯坦米勒得標。並在11月21日完成主體工程的簽約。1999年11月24日臺南縣政府將永康垃圾焚化廠之工地移交給L.&C. 斯坦米勒正式動工興建。
然而，直到焚化廠興建工程進度達80%時，L.&C. 斯坦米勒公司卻發生發生財務危機，使得工程自2002年七月起即面臨停工之壓力，環保署於此期間多次與L.&C. 斯坦米勒公司招開協調會，並確切了解該公司的處理狀況，同年8月1日，L.&C. 斯坦米勒公司不堪財務危機，因此發函告知環保署將停止焚化廠之興建工程，環保署於8月14日經由中央信託局終止與L.&C. 斯坦米勒公司的合約關係，同時重新展開續建的招標作業。
經歷4次流標後，最終於第5次招標由臺灣中油公司得標，續建工程得以繼續。2003年9月26日，中油公司進駐廠區，續建工程正式展開。直到2007年3月29日，永康垃圾焚化廠完工啟用。
2010年縣市合併後，原隸屬在臺南縣政府環保局之下的永康垃圾焚化廠改隸屬在臺南市政府環保局之下。

## 諸元
- 焚化爐數：2座
- 廠區面積：4.95公頃[1]
- 焚化爐型：機械式爐床[2]
- 燃燒熱值：2400卡/公斤[2]
- 儲坑容量：
- 設計處理量：900噸/天[2]
- 回饋設施：室內溫水游泳池、健身房、桌球室、閱覽室、韻律教室[5]

## 資料來源
1. 1 2  . 環保局環境資源資料庫.   [2016-01-30]. （原始内容存档于2019-06-30） （中文（臺灣））.
2. 1 2 3 4 5 6 7  . 永康垃圾焚化廠.   [2016-02-08]. （原始内容存档于2019-06-12） （中文（臺灣））.
3. 1 2 3 4 5 6 7 8 9 10 11  . 行政院環境保護署.   [2016-02-08]. （原始内容存档于2017-01-13） （中文（臺灣））.
4. ↑  2010-12-27 自由電子報：五都升格 營建、水泥起高樓 的存檔，存档日期2012-11-07.。
5. ↑  . 臺南市政府環境保護局 環保Q&A問答.   [2016-02-08]. （原始内容存档于2017-01-13） （中文（臺灣））.

## 外部連結
- 永康垃圾焚化廠 （页面存档备份，存于）（繁體中文）